# Nanomoteur
Un nanomoteur est un dispositif moléculaire (ou tout dispositif de taille nanométrique) capable de convertir de l'énergie en mouvement. Il peut généralement générer des forces de l'ordre du piconewton,,,.

Un nanomoteur hélicoïdal à commande magnétique se déplaçant à l'intérieur d'une cellule HeLa et dessinant un motif en forme de « N ».

Bien que les nanoparticules aient été utilisées par des artistes depuis plusieurs siècles, comme dans le cas de la célèbre coupe de Lycurgus, la recherche scientifique sur les nanotechnologies n'a vu le jour que récemment. En 1959, Richard Feynman avait donné une conférence célèbre intitulée « Il y a beaucoup de place en bas » lors de la conférence de la Société américaine de physique organisée à Caltech. Il avait ensuite fait le pari que personne ne pourrait concevoir un moteur faisant moins de 400 µm le long de chacune de ses trois dimensions. Le but de ce pari (comme pour la plupart des paris scientifiques) était d'inspirer des chercheurs à développer de nouvelles technologies. Quiconque serait capable de développer un nanomoteur pourrait alors remporter un prix de 1 000 dollars. Cependant, son objectif avait été contrecarré par William McLellan, qui fabriqua un nanomoteur sans développer de nouvelles méthodes. Néanmoins, le discours de Richard Feynman avait inspiré une nouvelle génération de scientifiques à poursuivre leur recherche dans le domaine des nanotechnologies.

La kinésine utilise la dynamique des protéines à l'échelle nanométrique pour « marcher » le long d'un microtubule.

Les nanomoteurs font l'objet de nombreuses recherches en raison de leur capacité à surmonter la dynamique microfluidique qui apparaît aux nombres de Reynolds peu élevés. La théorie des pétoncles explique que les nanomoteurs doivent briser une symétrie pour produire un mouvement en présence d'un petit nombre de Reynolds. De plus, le mouvement brownien doit être pris en compte car l’interaction particule-solvant peut avoir un impact considérable sur la capacité d’un nanomoteur à se déplacer à travers un liquide. Cela peut poser d'importants problèmes lors de la conception de nouveaux nanomoteurs. La recherche actuelle sur les nanomoteurs tente de surmonter ces problèmes et, ce faisant, d'améliorer les dispositifs microfluidiques actuels ou de donner naissance à de nouvelles technologies.
Des recherches importantes ont été menées pour surmonter la dynamique microfluidique qui apparaît aux nombres de Reynolds peu élevés. Aujourd'hui, les défis les plus pressants consistent à surmonter la biocompatibilité, le contrôle de la directionnalité et la disponibilité du carburant, avant que les nanomoteurs puissent être utilisés dans des applications de médecine personnalisée.

## Moteurs à nanotubes et à nanofils
En 2004, Ayusman Sen et Thomas E. Mallouk (de) ont fabriqué le premier nanomoteur synthétique autonome. Leur nanomoteur, d'une taille de deux microns, était composé de deux segments, un en or et un en platine, qui pouvaient réagir catalytiquement avec du peroxyde d'hydrogène dilué dans de l'eau pour produire le mouvement. Les nanomoteurs or-platine ont un mouvement autonome non brownien qui provient d'une propulsion via la génération catalytique de gradients chimiques,. Leur mouvement, tel que sous-entendu par le terme « autonome », ne nécessite pas la présence d’un champ magnétique, électrique ou optique externe pour guider le mouvement. En créant leurs propres champs locaux, ces moteurs se déplace par autoélectrophorèse. Joseph Wang a réussi en 2008 à améliorer considérablement le mouvement des nanomoteurs catalytiques or-platine en incorporant des nanotubes de carbone dans le segment de platine.
Depuis 2004, différents types de moteurs à base de nanotubes et de nanofils ont été développés, ainsi que des nanomoteurs et des micromoteurs de différentes formes,,,. La plupart de ces moteurs utilisent du peroxyde d’hydrogène comme carburant, mais il existe quelques exceptions notables,.

Des microtiges métalliques (de 4,3 µm de longueur et 300 nm de diamètre) peuvent être propulsées de manière autonome dans des fluides ou à l'intérieur de cellules vivantes, sans combustible chimique, en utilisant la résonance ultrasonique. Ces tiges contiennent une bande centrale de nickel qui peut être dirigée par un champ magnétique externe, ce qui entraîne une « nage synchronisée ».

Des nanomoteurs à base d'halogénure d'argent et de platine argenté peuvent être alimentés par des combustibles halogénés qui se régénèrent lors de l'exposition à la lumière ambiante. Certains nanomoteurs peuvent même être propulsés par plusieurs stimuli, ayant chacun des réponses variables. Ces nanofils multifonctionnels se déplacent dans des directions différentes en fonction du stimulus appliqué (par exemple, un carburant chimique et une énergie ultrasonique). En particulier, il a été démontré que les nanomoteurs bimétalliques subissaient une rhéotaxie pour se déplacer avec ou contre l'écoulement d'un fluide par une combinaison de stimuli chimiques et acoustiques. À Dresde, en Allemagne, des nanomoteurs à microtubes enroulés ont produit un mouvement en exploitant les bulles produites par des réactions catalytiques. Sans recourir aux interactions électrostatiques, la propulsion induite par les bulles permet le mouvement d'un moteur dans certains fluides biologiques pertinents, mais elle nécessite généralement des carburants toxiques tels que le peroxyde d'hydrogène, ce qui limite les applications in vitro des nanomoteurs. Cependant, une application in vivo de moteurs à microtubes a été décrite pour la première fois par Joseph Wang et Liangfang Zhang (en), lorsqu'ils ont utilisé de l'acide gastrique comme carburant. Plus récemment, le dioxyde de titane a été identifié comme étant un candidat potentiel pour des nanomoteurs, en raison de sa résistance à la corrosion et de sa biocompatibilité. La recherche future sur les nanomoteurs catalytiques est très prometteuse pour d'importantes applications de transport, allant des dispositifs de tri cellulaire par puce électronique à la distribution dirigée de médicaments.

Un ribosome est une nanomachine biologique qui utilise la dynamique des protéines à l'échelle nanométrique.

## Nanomoteurs enzymatiques
Dernièrement, de nouvelles recherches ont été menées sur le développement de nanomoteurs et de micropompes enzymatiques. Dans des environnements à nombre de Reynold peu élevés, des enzymes monomolécules pourraient agir comme des nanomoteurs autonomes,. Ayusman Sen et Samudra Sengupta ont démontré comment des micropompes auto-alimentées pouvaient améliorer le transport des particules,. Ce système de validation de principe montre que des enzymes peuvent être utilisées avec succès comme « moteur » dans les nanomoteurs et les micropompes. Il a depuis été démontré que les particules elles-mêmes diffusaient plus rapidement lorsqu’elles étaient recouvertes avec des molécules d’enzyme actives dans une solution de leur substrat,. De plus, des expériences microfluidiques ont montré que les enzyme moléculaires nageaient en remontant le gradient de leur substrat,. Ceci reste la seule méthode de séparation des enzymes basée uniquement sur leur activité. De plus, des enzymes en cascade ont également montré une agrégation basée sur une chimiotaxie pilotée par le substrat. Le développement de nanomoteurs pilotés par des enzymes promet d’inspirer de nouvelles technologies biocompatibles et de nouvelles applications médicales. Cependant, plusieurs limitations, telles que la biocompatibilité et la pénétration cellulaire, devront être surmontées avant de pouvoir réaliser ces applications. L’une des nouvelles technologies biocompatibles consisterait à utiliser des enzymes pour l'acheminement directionnel d'une cargaison,.
Une branche de recherche récemment proposée concerne l'intégration de protéines motrices moléculaires, que l'on trouve dans les cellules vivantes, en des moteurs moléculaires qui pourraient être implantés dans des dispositifs artificiels. Une telle protéine motrice serait alors capable de déplacer une « cargaison » à l’intérieur de ce dispositif, en utilisant la dynamique des protéines, de la même manière que la kinésine déplace des molécules le long d'un chemin de microtubules à l’intérieur des cellules. Démarrer et arrêter le mouvement de ces protéines motrices impliquerait d'enfermer l’ATP dans des structures moléculaires sensibles à la lumière ultraviolette. Des impulsions ultraviolettes fourniraient ainsi un mouvement pulsé. Des nanomachines basées sur des changements entre deux conformations moléculaires de la molécule d'ADN en réponse à divers déclencheurs externes, ont également été décrites.

## Nanomoteurs hélicoïdaux
Une autre recherche intéressante a conduit à la création de particules de silice hélicoïdales recouvertes de matériaux magnétiques, qui peuvent être manœuvrées à l’aide d’un champ magnétique tournant.

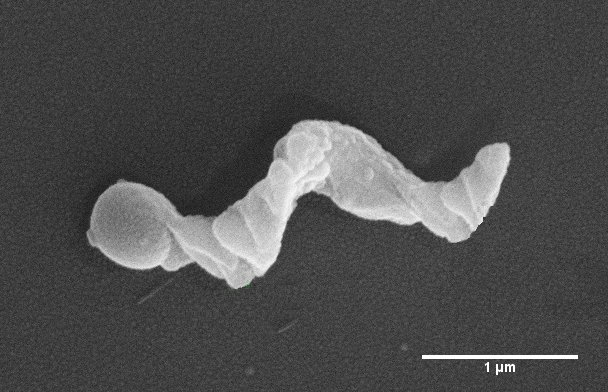
Image au microscope électronique à balayage d'un nanomoteur hélicoïdal.

De tels nanomoteurs ne dépendent d'aucune réaction chimique pour alimenter leur propulsion. Une bobine de Helmholtz triaxiale permet de fournir un champ magnétique tournant orienté dans l'espace. Des travaux récents ont montré comment ces nanomoteurs pouvaient être utilisés pour mesurer la viscosité de fluides non newtoniens avec une résolution spatiale de l'ordre du micromètres. Cette technologie permet de créer une carte de la viscosité à l'intérieur des cellules et du milieu extracellulaire. Il a été démontré que de tels nanomoteurs pouvaient se déplacer dans le sang. Récemment, des chercheurs ont réussi à déplacer de manière contrôlée des nanomoteurs à l’intérieur de cellules cancéreuses, ce qui leur a permis de repérer des motifs à l'intérieur des cellules. Les nanomoteurs se déplaçant dans le microenvironnement tumoral ont permis de démontrer la présence d'acide sialique dans la matrice extracellulaire sécrétée par le cancer.

## Nanomoteurs pilotés par courant (classique)
En 2003 Fennimore et al. ont présenté la réalisation expérimentale d'un nanomoteur prototype alimenté par un courant électrique. Il était basé sur de minuscules feuilles d’or montées sur des nanotubes de carbone à parois multiples. Les couches de carbone produisaient elles-mêmes le mouvement. Le nanomoteur était entraîné par l'interaction électrostatique des feuilles d'or avec trois électrodes de grille sur lesquelles des courants alternatifs étaient appliqués. Quelques années plus tard, plusieurs autres groupes ont produit des réalisations expérimentales de nanomoteurs entraînés par des courants continus,. Les dispositifs consistaient généralement en des molécules organiques adsorbées sur une surface métallique, avec un microscope à effet tunnel (en anglais : scanning tunneling microscope, ou STM) placé au-dessus. Le courant circulant depuis la pointe du microscope était utilisé pour mettre la molécule en rotation, ou une partie de celle-ci. Le fonctionnement de tels nanomoteurs repose sur la physique classique et est lié au concept de moteurs browniens. Ces exemples de nanomoteurs sont également appelés moteurs moléculaires.

## Effets quantiques dans les nanomoteurs pilotés par courant
En raison de la petite taille de certains nanomoteurs, la mécanique quantique joue un rôle important pour leur fonctionnement. Par exemple, en 2020, Stolz et al. ont montré la transition entre le mouvement classique et l'effet tunnel quantique dans le cas d'un nanomoteur constitué d'une molécule entraînée en rotation par le courant d'un STM. Des moteurs quantiques entraînés par des courants alternatifs et basés sur des atomes froids ont été explorés par plusieurs auteurs,. Enfin, le pompage quantique inverse a été proposé comme une stratégie générale pour la conception de nanomoteurs. Dans ce cas, les nanomoteurs sont appelés des moteurs quantiques adiabatiques et il a été démontré que la nature quantique des électrons pouvait être utilisée pour améliorer les performances des dispositifs.

## Voir également
- Nanotube de carbone
- Moteur électrostatique
- Moteur moléculaire
- Nanovoiture
- Moteur quantique adiabatique
- Dynamique des protéines
- Moteurs moléculaires synthétiques